# Gens Accoleia

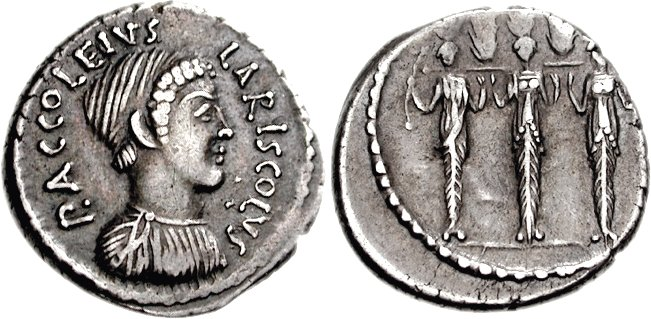
Denario coniato da Publio Accoleio Lariscolo nel 43 a.C., con Diana Nemorensis o Acca Larentia

La gens Accoleia era una gens plebea romana che visse nel corso del I secolo a.C. La maggior parte delle informazioni a noi giunte sulla gens provengono da varie monete (RRC 486/1) e iscrizioni.

## Itria nominausati dalla gens
I praenomina utilizzati dalla gens erano Publius e Lucius, mentre tre cognomina sono noti per essere stati usati dai membri di questa famiglia: Lariscolus, Euhermerus e Abascantus. Poiché questa gens non sembra essere stata molto grande, questi cognomina erano probabilmente personali, e non giunti per via ereditaria.

## Membri illustri della gens
- Publio Accoleio Lariscolo (Publius Accoleius Lariscolus): vissuto nel I secolo a.C., fu triumvir monetalis nel 43 a.C.;
- Publio Accoleio Euhermero (Publius Accoleius Euhermerus): noto attraverso un'iscrizione;
- Lucio Accoleio Abascanto (Lucius Accoleius Abascantus): noto attraverso un'iscrizione.